# Demonstrație greșită
În matematică, demonstrațiile greșite pot apărea din diferite motive, cum ar fi neatenția, gluma etc.
Aceste erori pot invalida definitiv o demonstrație, pot avea un impact moderat, sau pot fi neimportante.

## Exemplu
Celebra Teoremă a hărții în patru culori, care a rezistat aproximativ un secol sub formă de conjectură, a avut o demonstrație greșită care a rezistat 11 ani.
În 1879, James Joseph Sylvester a publicat, în American Journal of Mathematics Pure and Applied, o demonstrație greșită a lui sir Alfred Bray Kempe. Eroarea a fost sesizată de către Percy John Heawood în anul 1890.
În zilele noastre, ideea din demonstrația greșită a lui Kempe se concretizează în lanțurile Kempe, care intervin în mod necesar în demonstrația și variantele acceptate actualmente.

## O demonstrație greșită pentru teorema lui Pitagora
Următoarea demonstrație a teoremei lui Pitagora este trigonometrică, dar este greșită pentru că relația fundamentală a trigonometriei este ea însăși dedusă folosindu-se teorema lui Pitagora.
Fie un triunghi dreptunghic în care A este unghiul drept.
Atunci, conform definițiilor funcțiilor trigonometrice sinus și cosinus, se poate scrie:
{\displaystyle sinus(ABC)=\sin(ABC)={\frac {AC}{BC}}} și respectiv
{\displaystyle cosinus(ABC)=\cos(ABC)={\frac {AB}{BC}}}
Folosind relația trigonometrică:
{\displaystyle \sin ^{2}(x)+\cos ^{2}(x)=\ 1}, rezultă
{\displaystyle \sin ^{2}(ABC)+\cos ^{2}(ABC)=\left({\frac {AC}{BC}}\right)^{2}+\left({\frac {AB}{BC}}\right)^{2}={\frac {(AC)^{2}}{(BC)^{2}}}+{\frac {(AB)^{2}}{(BC)^{2}}}={\frac {(AC)^{2}+(AB)^{2}}{(BC)^{2}}}=1}
De vreme ce fracția finală este egală cu unitatea, numărătorul și numitorul trebuie să fie de mărimi identice:
{\displaystyle AC^{2}+AB^{2}=\ BC^{2}}

## În Wikipedia
Demonstrația de mai sus este inspirată de un articol din Wikipedia despre teorema lui Pitagora, și nu este un exemplu singular.
Articolul despre paritatea unei permutări conține o eroare întâlnită în mai toate cărțile care abordează grupuri de permutări.
- Articolul anglofon Parity of a permutation

Demonstrația 1 împarte permutările în două clase, pare și impare, care au sau nu au aceeași paritate cu paritatea identității. Însă paritatea identității nu este studiată, deci ea poate fi la fel de bine și pară și impară deodată, pentru că nimeni nu a dovedit că identitatea nu ar putea fi scrisă cu ajutorul unui număr impar de transpoziții.
Demonstrația 2 produsul (determinantul) 
{\displaystyle P(x_{1},\ldots ,x_{n})=\prod _{i<j}(x_{i}-x_{j})\;}
nu este definit (nici justificat) pentru i = j, lăsând la alegerea cititorului valoarea care ar putea fi asociată : 1, -1 sau ambele valori.
Demonstrația 3 Varianta cu prezentarea grupului prin generatori și relații nu este specifică nici ea paritatea identității, notată cu {\displaystyle 1\,}
- Articolul francofon Signature d'une_permutation

{\displaystyle \varepsilon (\sigma )=\prod \limits _{i<j}{\frac {\sigma (i)-\sigma (j)}{i-j}}} ; varianta francofonă este corectă, însă nu se referă la paritate, ci la signatură, lăsând cititorul să subînțeleagă că signatura ar fi totuna cu paritatea și că afirmația din introducere ar fi corectă.